# Escort Girl (film)
Pour l’article homonyme, voir Escort Girl.
Pour plus de détails, voir Fiche technique et Distribution.
Escort Girl est un film américain réalisé par Bob Swaim, sorti en 1986.

## Synopsis
Lauren Slaughter (Sigourney Weaver) est docteur en sciences politiques, et travaille pour un institut spécialisé pour le moyen orient, en français : Moyen-Orient. Son salaire étant insuffisant, elle décide de devenir escort girl, une compagne payée à la soirée. Elle devient la maîtresse de Lord Bulbeck (Michael Caine), un haut fonctionnaire du gouvernement. Ce dernier est visé par un complot terroriste.

## Fiche technique
- Titre : Escort Girl
- Titre original : Half Moon Street
- Réalisation : Bob Swaim
- Scénario : Bob Swaim et Edward Behr d'après le roman Doctor Slaughter de Paul Theroux
- Musique : Richard Harvey
- Photographie : Peter Hannan
- Montage : Richard Marden
- Production : Geoffrey Reeve
- Société de production : Centurion, Geoff Reeve Enterprises, Pressman Film, RKO Pictures, Showtime et The Movie Channel
- Pays de production :  Royaume-Uni et  États-Unis
- Genre : Drame et thriller érotique
- Durée : 90 minutes
- Dates de sortie :
  - France : 12 août 1986
  - États-Unis : 26 septembre 1986

## Distribution
- Sigourney Weaver (VF : Pauline Larrieu) : Lauren Slaughter
- Michael Caine (VF : Bernard Dhéran) : Lord Bulbeck
- Patrick Kavanagh : Général Sir George Newhouse
- Faith Kent (VF : Monique Mélinand) : Lady Newhouse
- Vincent Lindon : Sonny
- Angus MacInnes : Bill Rafferty
- Keith Buckley (VF : Hervé Bellon) : Hugo Van Arkady
- Ram John Holder (VF : Med Hondo) : Lindsay Walker